# Wstęgówka bagienka
Wstęgówka bagienka (Catocala pacta) – eurosyberyjski gatunek motyla z rodziny mrocznicowatych i podrodziny Erebinae. Jest oligofagiem. W Polsce jest rzadko spotykany, objęty częściową ochroną gatunkową. W Polskiej czerwonej księdze zwierząt. Bezkręgowce, został zaliczony do kategorii CR (gatunki skrajnie zagrożone).